# Koundokpoè
Koundokpoè è un arrondissement del Benin situato nella città di Zè (dipartimento dell'Atlantico) con 7.988 abitanti (dato 2006).